# Farkaslyuk
Farkaslyuk là một thị trấn thuộc hạt Borsod-Abaúj-Zemplén, Hungary. Thị trấn này có diện tích 5,64 km², dân số năm 2010 là 1778 người, mật độ 315 người/km².